# Crataegus dallasiana
Crataegus dallasiana är en rosväxtart som beskrevs av Charles Sprague Sargent. Crataegus dallasiana ingår i Hagtornssläktet som ingår i familjen rosväxter. Inga underarter finns listade i Catalogue of Life.